# CVCD
El CVCD (Compressed Video CD o disco compacto de video comprimido) es un formato de almacenamiento de vídeo para discos compactos. Se trata de una versión no estándar y mejorada del formato Video CD (VCD), aunque sólo varía en la velocidad de bits utilizada para la reproducción. 

## Historia
Todo comienza en el año 2000 en la página web ya desaparecida VCDSP.com (año 2000) y continuó en la también desaparecida DVDRSpain.com (año 2003), de la mano de su creador  [DeNiDe]. A principios del 2000 el único formato doméstico de compresión de video era el VideoCD, basado en MPEG-2 y tenía la limitación de comprimir un máximo de 60 minutos por CDR de 650Mb, lo que alargaba a 2 CD a cualquier película de 90 o 120 minutos o incluso más si era de mayor duración. Desde VCDSP (VideoCD Spain) se comenzó a estudiar diferentes configuraciones de compresión para reducir el espacio y finalmente se llegó a la conclusión que manteniendo el formato de VideoCD 352x288 y pasando de un bitrate constante de 128 Kbs a uno variable (se comprime menos en secuencias oscuras o de menor movimiento), se podía reducir la compresión de 2 CD a 1 solo y la calidad de imagen era muy similar a la del VideoCD. 
Desde las páginas se generó una gran comunidad alrededor de este formato doméstico con foros de discusión, canal de chat en IRC, cientos de manuales de uso de programas de compresión, creación de logotipos para dar portada a los videos, etc. El formato por su configuración fue compatible con la mayoría de reproductores de DVD lo que fue de gran ayuda, incluso varias marcas llegaron a incluir la compatibilidad con el formato en sus instrucciones, pero el auge del MP4 DivX, la gran compresión y calidad de este formato terminaron por dejar en desuso al CVCD.

## Especificaciones técnicas
El Video CD, para ajustarse al estándar, usa 1150 kilobits por segundo (kbit/s) de vídeo, y 224 kbit/s en formato de audio MP2, sea cual sea el contenido del vídeo y del audio. El CVCD no sigue esta norma y utiliza tasas de bits variables para el vídeo. Esto permite aprovechar mejor el espacio, tal como hace el Super Video CD (SVCD), ahorrando espacio en las zonas del vídeo más sencillas o menos prioritarias (escenas con poco movimiento, los créditos, etc) en favor de otras que necesitan mayor calidad (por ejemplo, escenas con mucho movimiento). Se evita en lo posible sobrepasar los 1150 kbit/s por mantener la compatibilidad, aunque esta limitación no afecta a muchos reproductores de DVD, por lo que no es problemático si se supera.
La resolución es similar al Video CD: 352x288 píxeles a 25 fps (fotogramas por segundo) para el formato de color PAL y 352x240 a 29.97 fps para NTSC. El audio es almacenado, por lo general, a 128 kbit/s, sin tener que ajustarse a los 224 kbit/s.

## Ventajas frente al Video CD
Su principal ventaja frente al VCD reside en que este último admite como máximo 80 minutos de película en un CD normal (700MB), lo que impide grabar en un solo CD un vídeo de, por ejemplo, 92 minutos; mientras que usando CVCD, debido a la disminución de la tasa de bits, por lo tanto más compresión, sí que es posible. Evitando tener que cambiar de disco a mitad de una película. Como en el SVCD, hay que tener en cuenta que un flujo de datos muy bajo causará la aparición de los bloques y macrobloques. Esto puede pasar en películas más largas y con más acción. Para evitarlo se pueden usar CD de 90 minutos, renunciar a grabarlas en un solo CD o bien reducir la calidad del audio, por ejemplo a 128 kbps, lo que permite disponer de más espacio para el vídeo.
La única desventaja con la que cuenta es un menor flujo de bits, manteniendo aun así una buena calidad de imagen, la cual varía respecto de los variados conversores de video.
El 99% de los reproductores de DVD modernos son compatibles con este formato, lo que ha desplazado al VCD como formato casero para la reproducción de películas, dado que consume 2 discos. A su vez, hay unos pocos DVD que son capaces de reproducir MPEG-4, que permiten reproducir directamente archivos AVI codificados, ya sea DivX o XviD, en una calidad superior con el mismo espacio de almacenamiento, lo que desplaza el uso del CVCD.
Últimamente con la llegada de reproductores de DVD con puertos USB es posible ver películas directamente desde un pendrive y así economizar en gastos.